# Wladislaus Onufrowicz

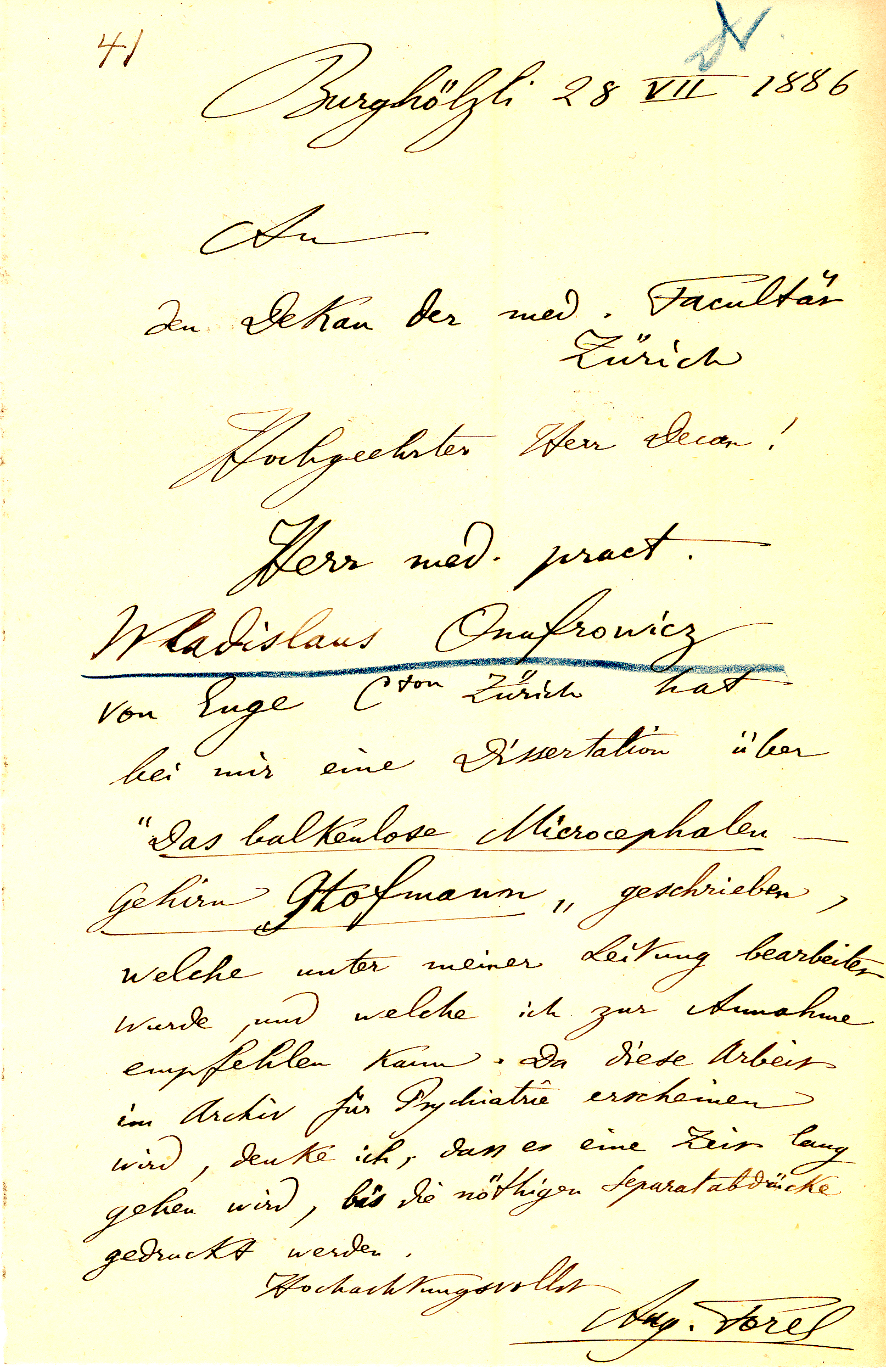
List Forela rekomendujący dysertację doktorską Onufrowicza (1886)

Wladislaus Napoleon Sigismund Onufrowicz (ur. 1854 w Jenisejsku, zm. 30 marca 1899 w Vernex-Montreux) – rosyjsko-szwajcarski lekarz polskiego pochodzenia.

## Życiorys
Urodził się w 1854 roku w Jenisejsku jako syn hrabiego doktora Adama Onufrowicza (1813–1879). Miał liczne rodzeństwo, w tym braci Bronislawa (1863–1928) i Stanislausa (1861–1890) oraz siostrę Marie (1865–1918). W 1880 roku otrzymał obywatelstwo gminy Enge. Studia ukończył w 1887, potem przez dwa lata pracował jako lekarz asystent w zakładzie dla chorych psychicznie i alkoholików w Rheinau prowadzonym przez Johannesa Moora. W październiku 1879 rozpoczął praktykę lekarską w Enge pod Zurychem.
18 stycznia 1891 roku w Solurze poślubił Johannę (Jenny) Josefę Antonię Roth von Bellach (1863–1930), córkę profesora Petera Johannesa Rotha-Thomanna. Jenny Onufrowicz-Roth była malarką i dawała lekcje malarstwa w Zurychu. 20 października 1891 urodziła im się córka Marie Antoinette.
Wladislaus uczestniczył w corocznych spotkaniach Polonii w Rapperswilu. Brał udział w obchodach rocznicy powstania styczniowego w Zurychu w 1887 roku. Działał w zuryskiej organizacji Sokół. Służył jako lekarz wojskowy w stopniu kapitana (nominację otrzymał 28 stycznia 1887), należał do Militärsanitätsverein Zürich. Znał Agatona Gillera i jego rodzinę, leczył Jadwigę Giller.
Zmarł nagle w maju 1899 w Montreux, gdzie leczył się z astmy. Wspomnienie pośmiertne ukazało się w czasopiśmie „Correspondenz-Blatt für Schweizer Aerzte”, wzmianka o śmierci pojawiła się też w „Nowinach Lekarskich”. Pogrzeb odbył się w Solurze.

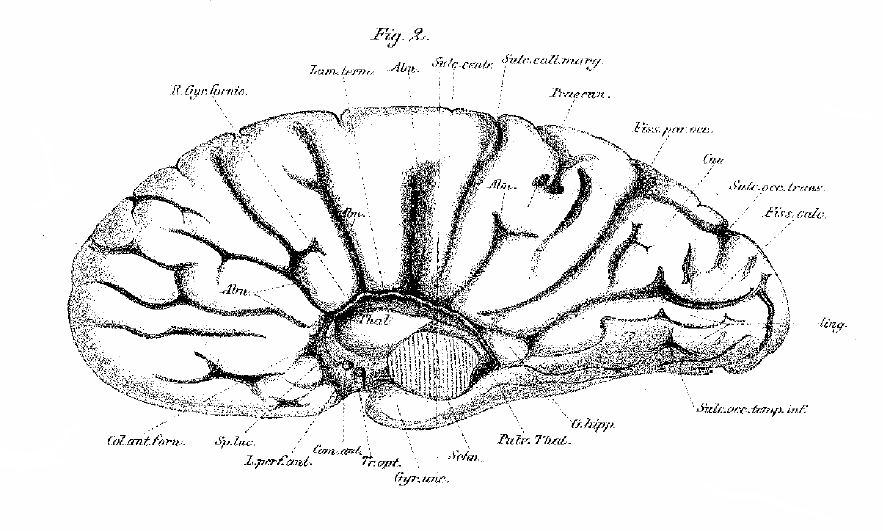
Ilustracja z dysertacji doktorskiej Onufrowicza

Stopień doktora medycyny uzyskał na podstawie dysertacji Das balkenlose Mikrocephalengehirn Hofmann; ein Beitrag zur patholog. und normalen Anatomie des menschl. Grosshirnes. W pracy tej, wspólnie z Forelem, w oparciu o preparat sekcyjny mózgowia z agenezją ciała modzelowatego, przedstawił opis kontrowersyjnego do dziś pęczka potyliczno-czołowego. Struktura ta w świetle najnowszych badań traktowana jest jako pęczek włókien kojarzeniowych.
Niekiedy błędnie przypisuje mu się pierwszy opis jądra Onufrowicza (jądra Onufa, ang. Onuf nucleus). Odkrycia tego dokonał jego brat Bronislaw.

## Lista prac
- Das balkenlose Mikrocephalengehirn Hofmann. Ein Beitrag zur pathologischen und normalen Anatomie des menschlichen Grehirnes[14]. (1887)
- Ueber Samariterwesen & Krankenpflege: Oeffentlicher Vortrag gehalten...in Enge-Zürich zur Eröffnung eines Samariter- und Krankenpflegekurses. 18. November 1893. E. Leemann, 1894